# Suzannah Weiss
Pour les articles homonymes, voir Weiss.
Suzannah Weiss, née le 6 septembre 1990, est une auteure féministe américaine.
Suzannah Weiss a écrit pour le New York Times, le magazine New York, le Washington Post, Glamour, Cosmopolitan, Elle, Playboy et d'autres publications,,,,, et est éditrice pour Teen Vogue, Complex et Vice,,. Les écrits de Weiss ont été publiés dans plusieurs anthologies,,,. Elle est également éducateur sexuel certifié et coach sexuel et en amour,,.

## Biographie
Suzannah Weiss grandit à Long Island (New York),.
Elle fréquente l'Université Brown, où elle étudie les neurosciences cognitives, les études sur le genre et la sexualité, ainsi que la culture et les médias modernes. Ses écrits sont commentés sur The Today Show et The View,,,. Elle parle des questions féministes et de la sexualité lors de conférences, notamment South by Southwest, sur les réseaux d'information Bold TV et C-SPAN, sur l'émission Web The Fallen State, et sur diverses émissions de radio et podcasts,,,,,. Elle joue un rôle central dans les discussions sur les médias sociaux sur la façon dont les femmes sont traitées par les médecins,,.